# 구례여객
합자회사 구례여객운수사(求禮旅客運輸社), 통칭 구례군농어촌버스는 전라남도 구례군의 농어촌버스를 운행하는 업체이다. 본사는 전라남도 구례군 구례읍 양정4길 15에 있으며, 1983년 8월 5일 설립되었다. 성삼재(노고단)로 운행하는 좌석버스 노선을 제외하고 모두 중고차로 운영한다.

## 현재 보유 차량

#### 자일대우버스
- 자일대우 레스타
- 자일대우 NEW BS090

#### KGM커머셜
- KGM C090

#### 현대자동차
- 현대 그린시티
- 현대 뉴 카운티